# Bauru-Gruppe
Die Bauru-Gruppe ist eine lithostratigraphische Gruppe aus der Oberkreide des südlichen Brasiliens. Sie wurde im Bauru-Becken, einem Abschnitt des Paraná-Beckens, über unterkreidezeitlichen Basalten abgelagert.

## Etymologie
Die Bezeichnung der Gruppe wird von der Stadt Bauru im brasilianischen Bundesstaat São Paulo abgeleitet.

## Stratigraphie

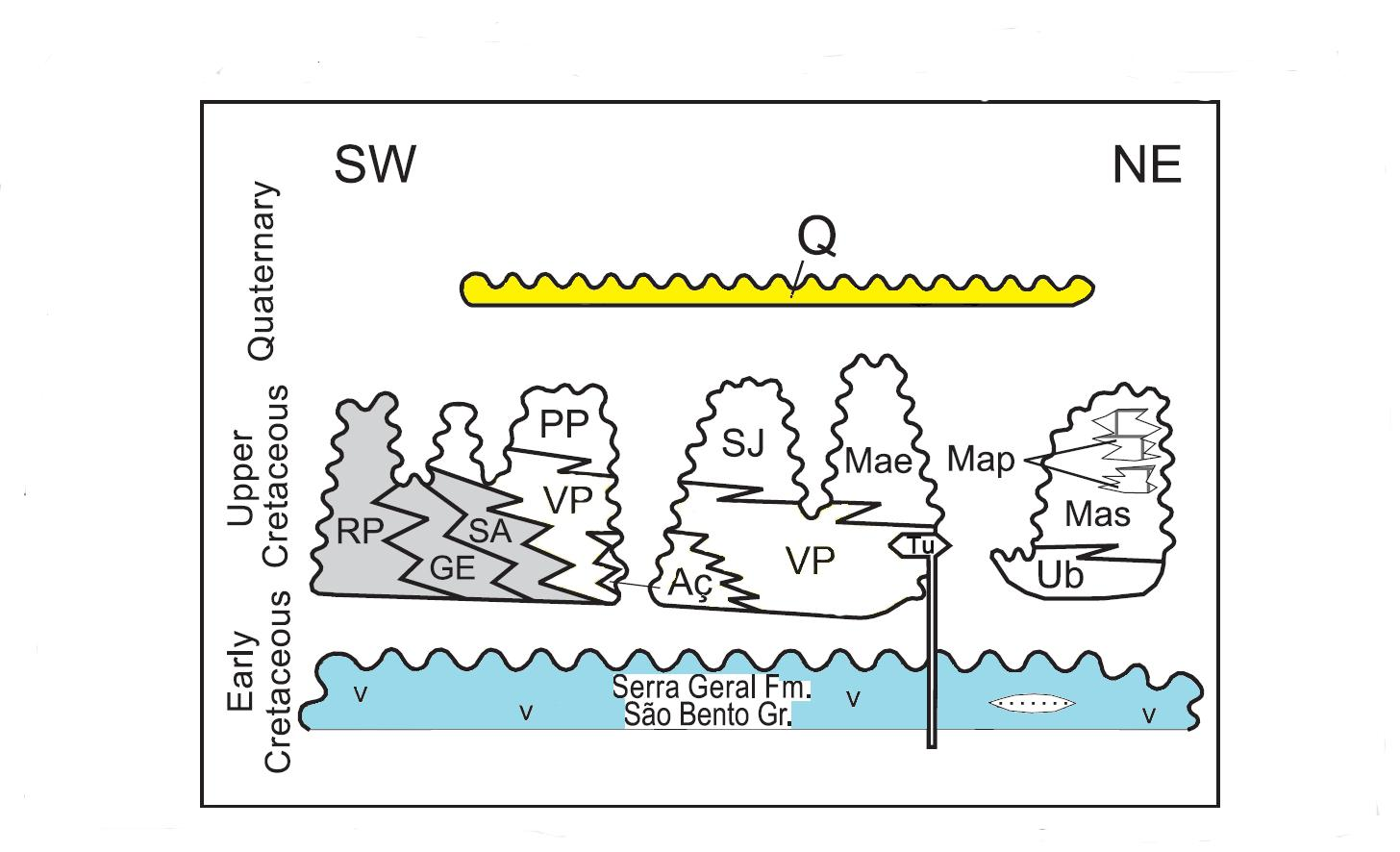
Die Formationen der Bauru-Gruppe in Weiß, Caiuá-Gruppe in Grau, Basalte in Hellblau, quartäre Bedeckung in Gelb

Die Sedimente der Bauru-Gruppe wurden im Bauru-Becken, einem Teilabschnitt des größeren Paraná-Beckens, mit einer erosiven Diskordanz konkordant auf den unterkreidezeitlichen Basalten der Serra-Geral-Formation aus der São-Bento-Gruppe abgelagert. Im Südwesten des Sedimentationsraumes verzahnen sie sich mit den Sedimenten der Santo-Anastácio-Formation aus der Caiuá-Gruppe beziehungsweise überlagern sie. Die Gruppe setzt sich aus folgenden Formationen zusammen:
- Marília-Formation und
- Adamantina-Formation.

Die basale Adamantina-Formation ist ihrerseits aus der Araçatuba-Formation und der Vale-do-Rio-do-Peixe-Formation aufgebaut und verzahnt sich in nordöstliche Richtung mit der Uberaba-Formation. Die Marília-Formation besteht wiederum aus den Subformationen Echaporã, Serra da Galga und Ponte Alta und verzahnt sich gegen Süden mit der São-José-do-Rio-Preto-Formation, die ihrerseits weiter südwärts in die Presidente-Prudente-Formation übergeht.
Am Nordrand der Vale-do-Rio-do-Peixe-Formation sind die analcimführenden Vulkanite der Taiúva-Formation eingeschaltet.
Die Gesamtmächtigkeit der Bauru-Gruppe beträgt zirka 300 Meter.

## Alter
Für die Bauru-Gruppe sind bisher noch keine absoluten Altersangaben vorhanden, anhand von Fossilien kann ihr jedoch ein oberkreidezeitliches Alter vom Turonium bis zum Maastrichtium zugeordnet werden.

## Verbreitungsgebiet
Die Gesteine der Bauru-Gruppe sind in den brasilianischen Bundesstaaten Goiás, Mato Grosso do Sul, Minas Gerais und São Paulo aufgeschlossen.

## Ablagerungsbedingungen
Die Bauru-Gruppe besteht zum überwiegenden Teil aus terrigenen  siliziklastischen Sedimentgesteinen (Sandsteine, Siltsteine, konglomeratische Lagen), nur vereinzelt finden sich auch Karbonate. Diese Sedimente wurden unter semiariden bis ariden Bedingungen von mäandrierenden Flussläufen (Wadifazies) abgelagert, wobei der jährliche Klimaverlauf von einem markanten Regenzeit-Trockenzeit-Zyklus geprägt wurde. Andere Faziesbedingungen finden sich in der Araçatuba-Formation, die einen gelegentlich trockenfallenden Paläosumpf repräsentiert, sowie in den Dünen der Vale-do-Rio-do-Peixe-Formation.

## Fossilinhalt
Die Bauru-Gruppe besitzt eine sehr reichhaltige Wirbeltierfauna. Fischreste (Schuppen und Zähne) lassen die Gegenwart von Fleischflossern, Knochenhechten, Salmlerartigen, Welsartigen, Knochenzünglerartigen und Barschartigen erkennen. Unter den Landwirbeltieren sind Froschlurche, Echsen und Schildkröten anzuführen, auch einige Dinosaurier werden angetroffen. Am bedeutendsten sind jedoch zweifellos die Funde von Krokodilverwandten. Unter den Vögeln wurde ein Vertreter der Enantiornithes entdeckt.
Dinosauria – Dinosaurier
- Abelisauridae
- Carcharodontosauridae

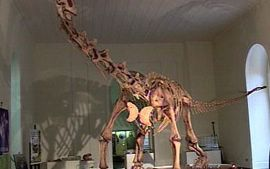
Maxakalisaurus topai

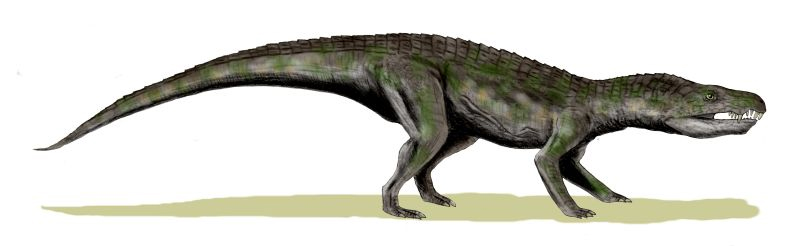
Baurusuchus salgadoensis

- Saltasauridae – Aeolosaurini – Wirbelreste
- Titanosauridae
  - Adamantisaurus mezzalirai[1]
  - Baurutitan britoi
  - Maxakalisaurus topai
  - Trigonosaurus pricei
  - Uberabatitan ribeiroi

Mesoeucrocodylia – Krokodilverwandte
- Baurusuchidae
  - Baurusuchus pachecoi
  - Baurusuchus salgadoensis
  - Baurusuchus sp.
  - Stratiotosuchus maxhechti
- Goniopholidae
  - Goniopholis paulistanus
- Notosuchidae
  - Adamantinasuchus navae
  - Itasuchus jesuinoi
  - Mariliasuchus amarali
  - Sphagesaurus huenei
- Peirosauridae
  - Montealtosuchus arrudacamposi
  - Peirosaurus tormini
  - Uberabasuchus terrificus
- Unsichere Stellung:
  - Brasileosaurus pachecoi

Testudinata – Schildkröten
- Podocnemididae
  - Bauriemis elegans
  - Podocnemis elegans
- Unsichere Stellung:
  - Roxoquelis wanderlii

Bezeichnend für die Bauru-Gruppe ist das gleichzeitige Auftreten von Faunenelementen des australen Gondwanas (Vergesellschaftung von Abelisauridae mit Notosuchidae) und des borealen Gondwanas (Carcharodontosauridae). Bemerkenswert ist das Fehlen laurasischer Taxa im oberen Abschnitt der Gruppe.
Unter den Wirbellosen finden sich Charophyten, Conchostraca, Mollusca und Ostrakoden. Zudem konnten Spulwurmeier in Koprolithen von Crocodyliformes nachgewiesen werden, die der Gattung Bauruascaris zugeordnet wurden.